# FIELD OF VIEW II
『FIELD OF VIEW II』（フィールド・オブ・ビュー・セカンド）はFIELD OF VIEWの2ndアルバム。

## 内容
FIELD OF VIEWの2作目のアルバム。シングル「Last Good-bye」「DAN DAN 心魅かれてく」「ドキッ」を含む全11曲。3rdシングル収録の「Last Good-bye」「夢見続けて今も」は安部潤在籍時の作品。4thシングル「DAN DAN 心魅かれてく」は安部を除く3人構成となり、5thシングル「ドキッ」から新津健二が加入と、メンバーの変遷が生じている。

## 収録曲
1. Rainy day
作詞:浅岡雄也・小田佳奈子 作曲:多々納好夫 編曲:徳永暁人
2. Last Good-bye
作詞:坂井泉水 作曲:多々納好夫 編曲:葉山たけし
通算5枚目のシングル曲。TBS系『日立 世界・ふしぎ発見!』エンディングテーマ
後に、坂井はZARDとして、『君とのDistance』にてセルフカバーしている。
3. ドキッ
作詞:山本ゆり 作曲:浅岡雄也 編曲:葉山たけし
通算7枚目のシングル曲。全日空「ANA'sパラダイス」CMソング
4. Growin' Love
作詞:小田佳奈子 作曲:多々納好夫 編曲:徳永暁人
5. DAN DAN 心魅かれてく
作詞:坂井泉水 作曲:織田哲郎 編曲:葉山たけし
通算6枚目のシングル曲。『ドラゴンボールGT』オープニングテーマ
6. Wake up!!
作詞:牧穂エミ 作曲:浅岡雄也 編曲:徳永暁人
アステル関西CMソング
7. PROMISE YOU
作詞･作曲:浅岡雄也 編曲:池田大介
8. Believe myself
作詞･作曲:浅岡雄也 編曲:徳永暁人
9. 夢見続けて今も
作詞･作曲:浅岡雄也 編曲:安部潤
シングル『Last Good-bye』(1995)のc/w。
10. The way of my Life
作詞･作曲:浅岡雄也 編曲:徳永暁人
11. 君の声が聴きたくて
作詞･作曲:浅岡雄也 編曲:池田大介

## 参加ミュージシャン
- 宇徳敬子 - コーラス
- 山本千絵 - コーラス
- 葉山たけし - ギター、タンバリン